# Villa shawii
Villa shawii är en tvåvingeart som först beskrevs av Johnson 1908.  Villa shawii ingår i släktet Villa och familjen svävflugor. Inga underarter finns listade i Catalogue of Life.